# Chickbevanur, Indi
Chickbevanur là một làng thuộc tehsil Indi, huyện Bijapur, bang Karnataka, Ấn Độ.